# لطف‌الله سیاهکلی
لطف‌الله سیاه‌کلی (زاده ۱۳۴۰ در قزوین) سیاستمدار اصولگرا‌ ایرانی است. وی موفق شد در یازدهمین انتخابات مجلس شورای اسلامی که در تاریخ ۲ اسفند ۱۳۹۸ برگزار شد، با کسب ۸۳ هزار و ۵۵۵ رای، از حوزه انتخابیه قزوین، آبیک و البرز از استان قزوین انتخاب گردد و به مجلس شورای اسلامی راه یابد.

## حواشی
وی در تاریخ ۱ مهر ۹۹ به دلیل ناراضی بودن از اهدای دنا پلاس اعلام کرد «برای رفتن به جاده‌های کوهستانی، شاسی‌بلند می‌خواهم و به دنا پلاس راضی نیستم. نماینده باید از نظر مالی از یک بخشدار بالاتر باشد نه مانند مردم عادی و رعیت زندگی کند.» اما بعداً این حرف‌ها را تکذیب کرد و گفت که حرف‌هایش را تحریف کرده‌اند.